# Hollandse Vereniging voor Genealogie 'Ons Voorgeslacht'

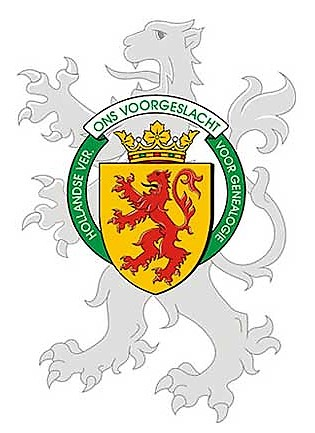
Logo Ons Voorgeslacht

De Hollandse Vereniging voor Genealogie 'Ons Voorgeslacht' is een Nederlandse vereniging, die zich ten doel stelt de beoefening van de genealogie en aanverwante wetenschappen, zoals heraldiek  en paleografie, te bevorderen. Het huidige werk- en publicatiegebied van de vereniging is het vroegere graafschap Holland (huidige Noord- en Zuid-Holland), Zeeland en zijn invloedssferen (het zuidwesten van Utrecht, de Betuwe en Bommelerwaard, het land van Heusden en Altena en het noordwesten van Brabant).
De Vereniging ter bevordering van het stamboomonderzoek voor Rotterdam en omstreken werd opgericht te Rotterdam op 19 januari 1946. In 1950 werd de naam veranderd in Zuid-Hollandse Vereniging voor Genealogie, met als roepnaam 'Ons Voorgeslacht'. Koninklijke goedkeuring volgde in 1954. In 2008 ten slotte kreeg de vereniging zijn huidige naam. De vereniging is statutair gevestigd in  Rotterdam.

## Bibliotheek
De vereniging beschikt over een eigen bibliotheek, tevens verenigingscentrum, sinds 2017 gevestigd in het Radex Innovation Centre, Rotterdamseweg 183c te Delft. De bibliotheek is elke tweede zaterdag van de maand geopend van 11.30-15.30 uur.

## Tijdschrift
Het maandblad van de vereniging, Ons Voorgeslacht, verschijnt 11 keer per jaar. De gepubliceerde genealogieën en bronbewerkingen spitsen zich toe op Holland tijdens de Middeleeuwen en de Republiek der Zeven Verenigde Nederlanden.
Een project dat in 1956 begon en in 2006 ten einde liep, is de publicatie van leenkamerrepertoria. Doelstelling van het project was om alle lenen, die gelegen waren in het graafschap Holland inclusief het Land van Heusden en Altena, Voorne en Putten, onafhankelijk of de betreffende leenkamer in Holland of daarbuiten gelegen was, te publiceren. Op die manier zijn deze belangrijke archiefbronnen voor iedereen ter bestudering toegankelijk gemaakt. In totaal zijn bijna 11.000 lenen gepubliceerd, verspreid over circa 6000 pagina’s drukwerk.

## HoGenDa
Vanaf 2007 is de Hollandse Genealogische Databank actief. Op deze website zijn duizenden artikelen, bestaande uit bewerkte archiefbronnen, genealogieën, kwartierstaten en leenrepertoria geplaatst. Ook bevat HoGenDa de heraldische databank van H.K. Nagtegaal en de reeks Hollandse Biografieën, korte levensbeschrijvingen met portretten uit de collecties van musea en archieven en waar mogelijk een familiewapen. Een deel van de publicaties is alleen te raadplegen door leden van de vereniging.

## Publicaties
- H.K. Nagtegaal, P.C.J. van der Krogt, F. Kwekel (eds.), Zuidhollandse stam- en naamreeksen (1986);
- B. de Keijzer (ed.), Zuidhollandse genealogieën (1986);
- P.C.J. van der Krogt, B. de Keijzer, H.K. Nagtegaal (eds.), Hollandse stam- en naamreeksen (1988);
- P.C.J. van der Krogt, B. de Keijzer, H.K. Nagtegaal (eds.), Hollandse stam- en naamreeksen II (1990);
- B. de Keijzer (ed.), Zuidhollandse genealogieën II (1991);
- A.W.E. Dek, Bloedverwanten van Prins Maurits (1993);
- J. Vervloet e.a., De parenteel van Doen Beijensz. (1989);
- L.A.F. Barjesteh van Waalwijk van Doorn e.a. (ed.), Lustrumboek van de Zuidhollandse Vereniging voor Genealogie Ons Voorgeslacht 1946-1996 (1996);
- J. Vervloet, De parenteel van Doen Beijensz. Aanvullingen en correcties op de uitgave van 1989 (2001);
- F.H.J. van Aesch, B. de Keijzer, Het wapenboekje van Willem Jacobsz., glasschilder in Den Haag, uit 1565, en een parenteel van zijn nazaten uitgewerkt tot circa 1700 (2006);
- De serie Hollandse Bronnen (vanaf 2006; tot nu toe elf delen verschenen);
- De serie Utrechtse Parentelen voor 1650 (vanaf 2010; tot nu toe zeven delen verschenen);
- H.K. Nagtegaal, Wapenboek van het Hoogheemraadschap van Delfland. Wapens en biografieën van de baljuws, dijkgraven en hoogheemraden van Delfland (1282-1780) (2010);
- B. de Keijzer, De borgen voor Gijsbert van Amstel en Herman van Woerden. Onderzoek naar borgstellingen in de middeleeuwen (2011);
- De serie Hollandse Parentelen voor 1650 (vanaf 2017; tot nu toe een deel verschenen).